# سفارة إندونيسيا في لندن
سفارة إندونيسيا في المملكة المتحدة هي التمثيلية الرسمية وسفارة إندونيسيا في المملكة المتحدة.

## مقالات ذات صلة
- سفارة المغرب في لندن
- سفارة ماليزيا في لندن
- سفارة السودان في لندن
- سفارة باكستان في لندن

## وصلات خارجية
- الموقع الرسمي للسفارة